# Фридрих III фон Хелфенщайн
Фридрих III фон Хелфенщайн-Визенщайг (на немски: Friedrich III Gf von Helfenstein-Wiesensteig; * 12/21 март 1479; † 1502) е граф на Хелфенщайн-Визенщайг в Баден-Вюртемберг.

## Произход
Той е единствен син на граф Фридрих II фон Хелфенщайн (1408 – 1483) и втората му съпруга Ирмгард фон Хелфенщайн-Блаубойрен, дъщеря на граф Конрад II фон Хелфенщайн († 1474) и Анна фон Зекендорф († 1474). По-големият му полубрат Лудвиг IV фон Хелфенщайн (1447 – 1493) е граф на Хелфенщайн-Визенщайг (1483 – 1493).
Фридрих III фон Хелфенщайн-Визенщайг умира бездетен на ок. 22 години през 1502 г.

## Фамилия
Фридрих III фон Хелфенщайн-Визенщайг се жени на 8 ноември 1497 г. за Барбара фон Рехберг († 15 април 1522), дъщеря на Георг I фон Рехберг († 1506) и Барбара фон Ландау († 1499). Бракът е бездетен.
Барбара фон Рехберг се омъжва втори път 1509 г. за братовчед си Филип „Дългия“ фон Рехберг цу Рамсберг († 28 октомври 1529), син на Албрехт фон Рехберг-Рамсберг († 1 май 1502) и втората му съпруга Гертруд († сл. 1478). След смъртта ѝ Филип фон Рехберг се жени втори път пр. 1528 г. за Магдалена фон Папенхайм († сл. 1528).